# Legong (tánc)

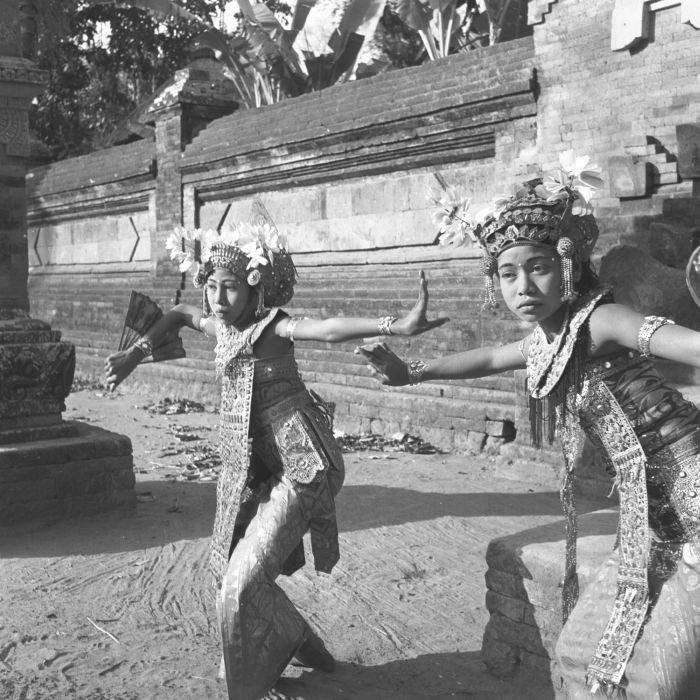
Két kislány legong tánc előadása közben

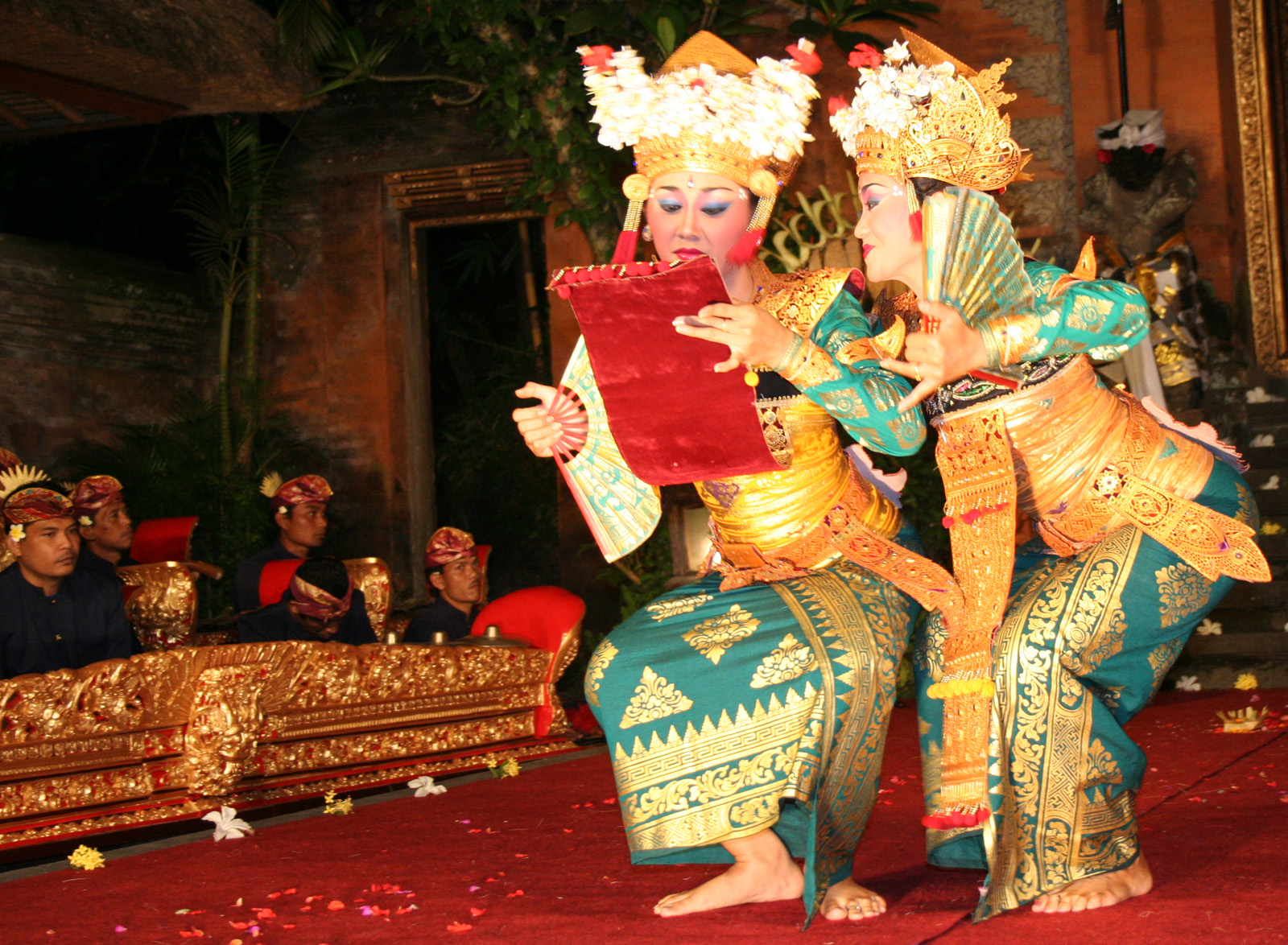
Legong kraton előadás

A legong a balinéz táncok egyik legjellegzetesebb változata. Ezt az indiai hatásokkal teli, kifinomult táncot bonyolult kar és ujjmozgások, összetett lábmunka, kifejező mozdulatsorok, beszédes szemek és érzelemgazdag arckifejezések jellemzik. A tánc nagy igényeket támaszt a táncosok fizikai és előadói képességeivel szemben. A színpadon 2-5 táncos játszik az előadott történet szereposztása szerint, a leggyakoribb változat a Legong Kraton („Legong palota”), amit három táncos ad elő. Az előadók az arcukat erősen festik, a jelmezük mintás brokátból készül és testhezálló, a fejdíszüket frangipani virág díszíti, a zenei kíséretet gamelán zenekar adja.

## Eredete
A legong valószínűleg a 19. században keletkezett királyi udvari előadásként, az uralkodói kör szórakoztatására. Egy legenda szerint Sukawati herceg megbetegedett és az egyik lázas álmában két lányt látott táncolni gamelán zenére. Amikor magához tért, elrendelte, hogy ilyen táncokat kell betanulniuk és előadniuk fiatal lányoknak a valóságban is. Mások szerint a legong a sanghyang dedari szent táncos szertartásból ered, annak része, ahol a két kislányt jótékony szellemek szállják meg. Legongot táncolnak az istenek örömére és a démonok kiengesztelésére nyilvános ünnepeken és fesztiválokon is, de a család, vagy a nagyobb közösség szórakoztatása is. A turistáknak viszont fizetségért adnak elő drámai részleteket a legong táncelőadásból.

## A táncosok

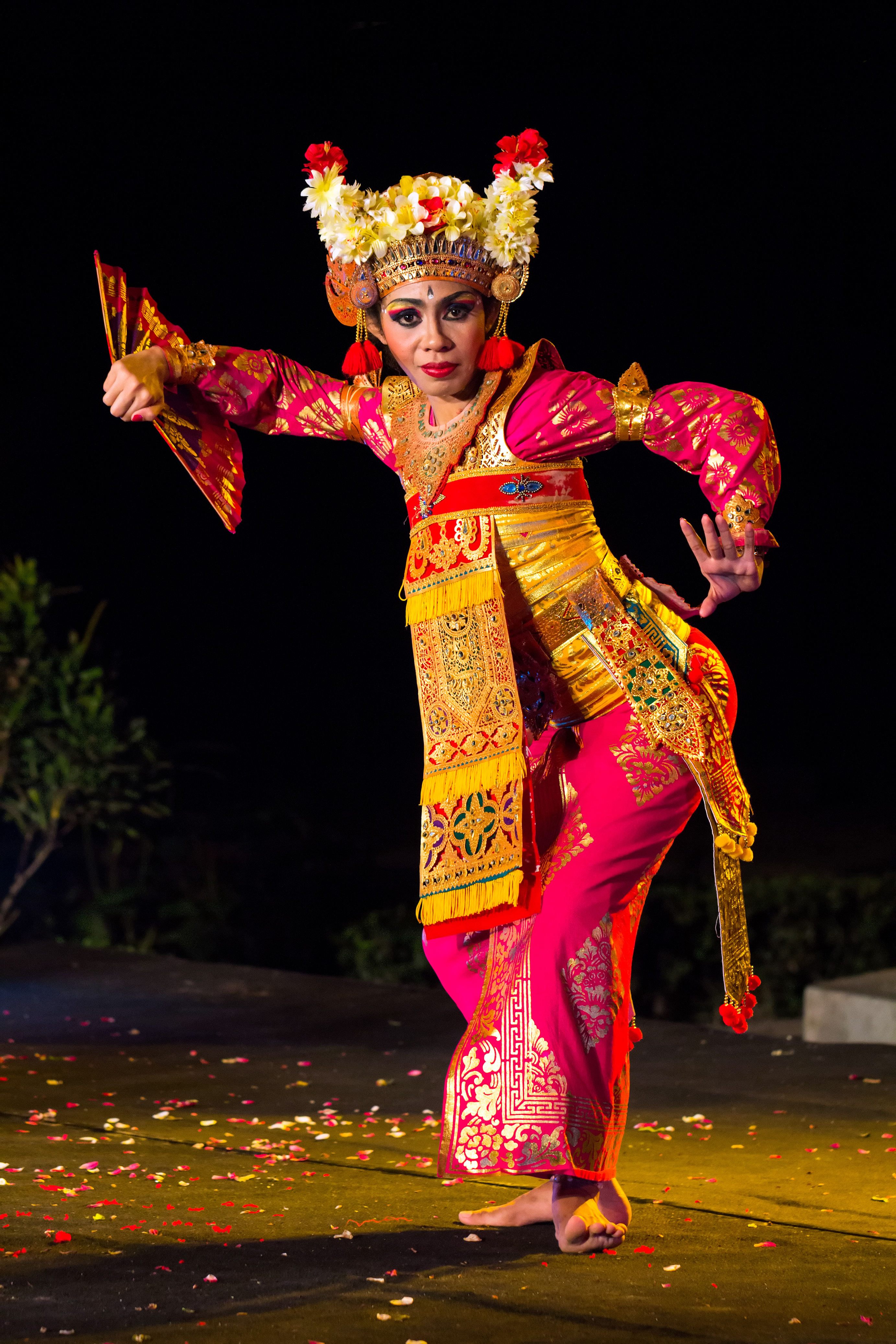
A Legong Bapang Saba egyik felnőtt előadója

Hagyományosan legong táncosok csak olyan kislányok lehettek, akik még nem léptek a kamaszkorba. A kiválasztott kislányok öt éves koruktól szigorú tánc- és mozgásoktatást, illetve előadóművészi képzést kapnak. A táncosokat nagy társadalmi megbecsülés övezi, amely hozzájárul ahhoz, hogy általában a királyi udvarhoz tartozó személyhez, vagy gazdag kereskedőhöz mennek feleségül. Az esküvő után már nem táncolnak tovább.
Manapság az indonéz táncosok már minden korosztályból kikerülhetnek; egyes felvételeken a férfiak női jelmezeket hordanak az előadásokon.

## A története
Az eredeti legong számos hagyományos történetből merít. A legtöbb mesében Lasem király szerepel a Malatból, ami egy hősi romantikus idill. Lasem háborút visel egy másik király ellen, harcol Ranjasari hercegnő apjával (vagy testvérével). Lasem feleségül akarja venni a herceglányt, de ő gyűlöli a királyt és menekülni próbál előle. Menekülés közben eltéved egy erdőben, Lasem megtalálja és elfogja, majd börtönbe zárja. A király egy utolsó támadást indít a hercegnő családja ellen, de megtámadja egy hatalmas holló, amely megjósolja a halálát.
Az előadás egy leegyszerűsített, de egyben egy nagyon kidolgozott pantomim játék. A két kis színésznővel egy harmadik táncos, az úgynevezett condong vagy kísérő lép fel. Bejárja és meghatározza a helyszínt, bemutatja a legyezős táncosokat, majd később a hollót játssza.

## Változatok
Hagyományosan tizenöt legong táncváltozat ismert. Mindegyik táncváltozatnak eltérő az időtartama, a mozgásrendszere és az elmesélt története. Néhány, például több mint egy óráig is tarthat. Az alábbi fő változatok ismertek:
- Legong Bapang Saba
- Legong Jebog
- Legong Kraton
- Legong Kuntir
- Legong Lasem
- Legong Raja Cina
- Legong Semarandana
- Legong Sudasarna

## A pop kultúrában
A legong táncot megemlítik az "Én is voltam Balin" kislemezen, egy ausztrál folk-rock együttes 1984-es albumán.

## Fordítás
- Ez a szócikk részben vagy egészben  a   Legong című angol Wikipédia-szócikk ezen változatának fordításán alapul.  Az eredeti cikk szerkesztőit annak laptörténete sorolja fel. Ez a jelzés csupán a megfogalmazás eredetét és a szerzői jogokat jelzi, nem szolgál a cikkben szereplő információk forrásmegjelöléseként.